# Iglesia de Nuestra Señora de la Candelaria (La Frontera)
La Iglesia de Nuestra Señora de la Candelaria es la parroquia del municipio de La Frontera en la isla de El Hierro (Islas Canarias, España). Se encuentra en el Valle de El Golfo.

## Historia y características
Hubo un primitivo templo que se construyó en el año 1615 por iniciativa del capitán y regidor de la isla, Blas de Acosta Padrón. Este primitivo santuario, de pequeñas dimensiones, tuvo que ser sustituido.
El actual es un templo de tres naves construido en 1818. Una de las características más llamativas del templo es su campanario, el cual está separado del resto del templo unos 35 metros. Los dos cuerpos inferiores datan de 1880 y el superior de 1957. Dicho campanario se asienta en la cima de la Montaña de Joapira.
El retablo del altar mayor data del siglo XIX y es de estilo clasicista y decoración barroca tardía. Las fiestas principales de la parroquia y de la localidad se celebran el 15 de agosto en honor a la Virgen de la Candelaria (patrona del municipio de La Frontera) y a San Lorenzo, con la procesión de ambas imágenes alrededor de la Montaña de Joapira.